# Gianni DeCenzo
Gianni DeCenzo (Los Angeles, 27 de outubro de 2001) é um ator norte-americano de cinema e televisão, reconhecido principalmente por seu papel como Demetri Alexopoulos no seriado de artes marciais Cobra Kai, a partir da sua primeira temporada.

## Biografia
DeCenzo nasceu em Los Angeles em 2001. Depois de aparecer em alguns comerciais de televisão e curtas-metragens, a começos da década de 2010 começou a registar pequenos aparecimentos em séries de televisão como Dark Wall, The Middle, Eagleheart e Back in the Game. Em 2015 interpretou o papel de Arthur Pickwickle no seriado de público infantil 100 Coisas para fazer Antes do Ensino Médio e em 2019 interpretou durante seis episódios o Caleb Williger na série Coop e Cami: O Que Vamos Fazer?.
Em 2018 foi escolhido para interpretar o papel de Demetri, um jovem que sofre constantemente de Bullying em sua escola e que ingressa a uma escola de caratê para aprender a se defender, na série Cobra Kai, uma sequência da série de filmes que iniciou com The Karate Kid em 1984. Como parte do elenco principal, DeCenzo tem aparecido até a data em 40 episódios.

## Filmografia
- O Sortudo (2011) – Curta-metragem.
- Il Mantello (2012) – Curta-metragem.
- Fartcopter (2014) – Filme para TV.
- São Francisco (2014) – Filme para TV.

- 37: Uma Promessa Final (2014) – Drama romântico.

- The Middle: Uma Família Perdida no Meio do Nada (2013) – Participação como "Boy".

- The League (2013) – Jovem Ruxin.

- Eagleheart (2013) – Butch McCallister

- De Volta ao Jogo (2014) – Nick Patoulis.
- Liv e Maddie (2014) – Jovem Joey.
- Gortimer Gibbon's Life on Normal Street (2014) – Lance.
- 100 Coisas para Fazer Antes do Ensino Médio (2015-2016) – Arthur Pickwickle.
- Coop e Cami: O Que Vamos Fazer? (2019-2020) – Caleb Williger.

- Cobra Kai (2018-presente) – Demetri.

- NCIS – Investigação Naval (2022) – Owen

### Jogos
Aqui estão os videogames em que Gianni DeCenzo participa:
1. Cobra Kai: The Karate Kid Saga Continues (2020)
2. Cobra Kai 2: Dojos Rising (2022)

Ele interpreta Demetri, seu personagem na série Cobra Kai, em ambos os jogos.

## Links externos
- Gianni DeCenzo. no IMDb.